# Darlene Love
Darlene Love (* 26. Juli 1941 in Los Angeles, Kalifornien, eigentlich Darlene Wright) ist eine US-amerikanische Sängerin und Schauspielerin. Bekannt wurde sie vor allem als Interpretin zahlreicher Songs des Produzenten Phil Spector sowie in der Rolle als Trish Murtaugh an der Seite von Danny Glover in allen vier Lethal-Weapon-Filmen. Im Dezember 2010 wurde sie für ihr Lebenswerk in die Rock and Roll Hall of Fame aufgenommen.

## Laufbahn
Darlene Wright sammelte erste Gesangserfahrungen als Mitglied des Kirchenchors in ihrer Heimatstadt Hawthorne. 1957 half sie als Vokalistin bei den Echoes aus, später wurde sie Lead-Sängerin der Girlgroup The Blossoms. Das Trio veröffentlichte zahlreiche Singles, jedoch meist ohne nennenswerten Erfolg. Die Blossoms wurden aber, vor allem dank Wrights markanter Stimme, zu einem begehrten Begleitensemble, das unter anderem für Elvis Presley, Sam Cooke, Sonny & Cher und Tom Jones arbeitete.
Ihre größten Hits erzielten sie unter anderen Namen: Im Jahr 1962 heuerte Phil Spector die Blossoms an, um den Song He’s a Rebel aufzunehmen. Die Single erschien allerdings unter dem Namen der Crystals, einer weiteren von Spector betreuten Girlgroup, die zum Zeitpunkt der Plattenaufnahme auf Tournee war. He’s A Rebel wurde zum größten Hit der Crystals und erreichte Platz eins der US-amerikanischen Charts. Auch die nachfolgende Single der Crystals, He’s Sure The Boy I Love (#11 in den US-Charts), war in Wahrheit von den Blossoms eingesungen worden, bei Da Doo Ron Ron (#3 in den USA) sangen sie hinter Crystals-Sängerin LaLa Brooks im Chor.
Spector wollte auch Wright selbst zum Star machen: Er gab ihr den Künstlernamen Darlene Love (angeblich nach der Gospel-Sängerin Dorothy Love Coates, die von ihm bewundert wurde) und produzierte mit ihr mehrere Solo-Aufnahmen, darunter (Today I Met) The Boy I’m Going To Marry, ein Top-40-Hit, und Christmas (Baby Please Come Home) für den Weihnachts-Sampler A Christmas Gift For You From Phil Spector. Der Song war als Single zwar ein Flop, gilt inzwischen aber als eines der bekanntesten Stücke von Love.
Love war auch Teil der von Spector lancierten Formation Bob B. Soxx & the Blue Jeans, die mit Zip-a-Dee-Doo-Dah einen Top-Ten-Hit landete.
Als Background-Ensemble waren die Blossoms darüber hinaus für Johnny Rivers tätig und sangen u. a. auf dessen Nummer-eins-Hit „Poor Side Of Town“. Von 1964 bis 1966 gehörten die Blossoms zum festen Ensemble der einflussreichen Rock-’n’-Roll-TV-Show Shindig!, in der sie hauptsächlich als Begleitung zahlreicher prominenter Gäste auftraten, aber auch eigene Songs darboten. 1968 wurden sie als Chor für Elvis Presleys legendäre Fernsehshow 68 Comeback Special angeheuert, die sein Comeback in den US-amerikanischen Charts einleitete.
In den 1970er Jahren zog sich Love aus familiären Gründen aus dem Rampenlicht zurück. In den achtziger Jahren trat sie wieder auf, zunächst vor allem in kleinen Clubs, später als Hauptdarstellerin im Broadway-Musical Leader Of The Pack, in dem sie sich selbst spielte. Seit 1986 ist sie regelmäßiger musikalischer Gast der Vorweihnachtsausgabe von Late Night with David Letterman und singt dort Christmas Baby Please Come Home. (Ein Auftritt im Jahr 2007 musste allerdings aufgrund des Autorenstreiks in Hollywood abgesagt werden.)
Love ist außerdem in einigen Kinofilmen zu sehen: So spielt sie in allen vier Lethal-Weapon-Filmen die Gattin von Danny Glover.
2008 listete der Rolling Stone Love auf Rang 84 der 100 größten Sänger aller Zeiten. Im Jahr 2009 war sie erstmals für eine Aufnahme in die Rock and Roll Hall of Fame nominiert, kam allerdings nicht in die Endauswahl. Im September 2010 wurde sie erneut nominiert, und am 15. Dezember 2010 vermeldete die Jury ihre Aufnahme.
Darlene Love war Patentante (Godmother) von Whitney Houston.

## Diskografie (Auswahl)
- 1963: (Today I Met) The Boy I’m Gonna Marry
- 1963: Wait Til’ My Bobby Gets Home
- 1963: A Fine Fine Boy
- 1963: Christmas (Baby Please Come Home)
- 1963: Winter Wonderland (US: Platin)
- 1992: All Alone on Christmas

## Auszeichnungen für Musikverkäufe
| Goldene Schallplatte - Griechenland - 2024: für die Single Christmas (Baby Please Come Home) - Neuseeland - 2024: für die Single Christmas (Baby Please Come Home) |

Anmerkung: Auszeichnungen in Ländern aus den Charttabellen bzw. Chartboxen sind in ebendiesen zu finden.
| Land/RegionAuszeichnungen für Musikverkäufe (Land/Region, Auszeichnungen, Verkäufe, Quellen) | Silber  | Gold     | Platin     | Verkäufe  | Quellen                   |
| -------------------------------------------------------------------------------------------- | ------- | -------- | ---------- | --------- | ------------------------- |
| Griechenland (IFPI)                                                                          | —       | Gold1    | —          | 10.000    | Einzelnachweise           |
| Neuseeland (RMNZ)                                                                            | —       | Gold1    | —          | 15.000    | aotearoamusiccharts.co.nz |
| Vereinigte Staaten (RIAA)                                                                    | —       | —        | 4× Platin4 | 4.000.000 | riaa.com                  |
| Vereinigtes Königreich (BPI)                                                                 | Silber1 | —        | Platin1    | 800.000   | bpi.co.uk                 |
| Insgesamt                                                                                    | Silber1 | 2× Gold2 | 5× Platin5 |           |                           |

## Filmografie
- 1987: Lethal Weapon – Zwei stahlharte Profis (Lethal Weapon)
- 1989: Brennpunkt L.A. (Lethal Weapon 2)
- 1992: Brennpunkt L.A. – Die Profis sind zurück (Lethal Weapon 3)
- 1998: Lethal Weapon 4
- 2016: New Girl (1 Episode)
- 2019: Holiday Rush
- 2020: The Christmas Chronicles: Teil zwei (The Christmas Chronicles: Part Two)